# Arnold (Maryland)
Arnold és una concentració de població designada pel cens dels Estats Units a l'estat de Maryland. Segons el cens del 2000 tenia 23.422 habitants.

## Demografia
Segons el cens del 2000, Arnold tenia 23.422 habitants, 8.373 habitatges, i 6.396 famílies. La densitat de població era de 837,3 habitants per km².
Dels 8.373 habitatges en un 40,2% hi vivien nens de menys de 18 anys, en un 63,8% hi vivien parelles casades, en un 9,5% dones solteres, i en un 23,6% no eren unitats familiars. En el 18,1% dels habitatges hi vivien persones soles el 4,6% de les quals corresponia a persones de 65 anys o més que vivien soles. El nombre mitjà de persones vivint en cada habitatge era de 2,76 i el nombre mitjà de persones que vivien en cada família era de 3,15.
Per edats la població es repartia de la següent manera: un 27,8% tenia menys de 18 anys, un 6,1% entre 18 i 24, un 30,6% entre 25 i 44, un 26,9% de 45 a 60 i un 8,6% 65 anys o més.
L'edat mediana era de 37 anys. Per cada 100 dones de 18 o més anys hi havia 90,1 homes.
La renda mediana per habitatge era de 74.002 $ i la renda mediana per família de 83.633 $. Els homes tenien una renda mediana de 52.345 $ mentre que les dones 36.337 $. La renda per capita de la població era de 31.236 $. Entorn del 2% de les famílies i el 3% de la població estaven per davall del llindar de pobresa.

## Poblacions més properes
El següent diagrama mostra les poblacions més properes.